# Giro di Lombardia 1951
Il Giro di Lombardia 1951, quarantacinquesima edizione della corsa, fu disputata il 21  ottobre 1951, su un percorso totale di 226 km. Fu vinta dal francese Louison Bobet, giunto al traguardo con il tempo di 5h51'03" alla media di 38,626 km/h, precedendo Giuseppe Minardi e Fausto Coppi.
Presero il via da Milano 139 ciclisti e 76 di essi portarono a termine la gara.

## Ordine d'arrivo (Top 10)
| Pos. | Corridore        | Squadra             | Tempo    |
| ---- | ---------------- | ------------------- | -------- |
| 1    | Louison Bobet    | Stella-Huret-Dunlop | 5h51'03" |
| 2    | Giuseppe Minardi | Legnano             | s.t.     |
| 3    | Fausto Coppi     | Bianchi-Pirelli     | s.t.     |
| 4    | Renzo Soldani    | Legnano             | s.t.     |
| 5    | Pasquale Fornara | Legnano             | s.t.     |
| 6    | Angelo Conterno  | Taurea              | s.t.     |
| 7    | Giancarlo Astrua | Atala               | s.t.     |
| 8    | Primo Volpi      | Bartali             | s.t.     |
| 9    | Giorgio Albani   | Legnano             | a 2'26"  |
| 10   | Arrigo Padovan   | Lygie               | s.t.     |